# Pouya Saraei

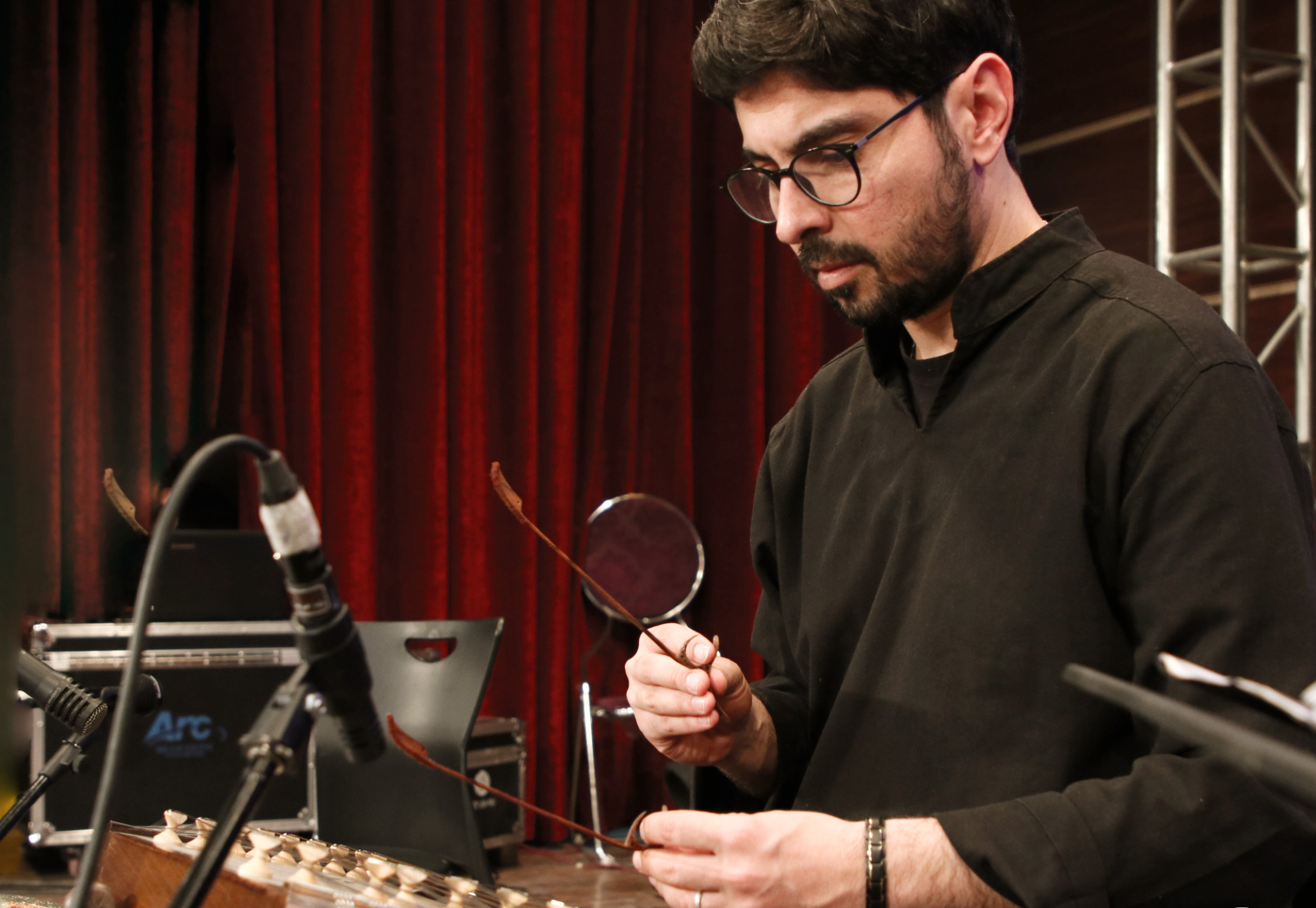
Pouya Saraei

Pouya Saraei (persisch پویا سرایی, DMG Pūyā Sarāyī; * 18. April 1983) ist ein iranischer Komponist und Santur-Spieler.

## Leben
Saraei begann mit sieben Jahren Santur zu spielen. Einige seiner Musiklehrer waren Javad Bathaie, Faramarz Payvar, Hossein Alizadeh, Pashang Kamkar, Dariush Talai und Mostafa Kamal Pourtoberab.
Er hat für das Morgenstund-Album (2019) des Musikprojekts Schiller, das den ersten Platz der offiziellen deutschen Album-Charts erreichte, mit Christopher von Deylen zusammengearbeitet und Santur gespielt.
Saraei ist auch Santur-Spieler im Simorq-Projekt, einer musikalischen Interpretation des iranischen Nationalepos Schāhnāme.
Er hat zwei Konzertstücke für Santur und Sinfonieorchester komponiert, die 2019 von East West Records bzw. Sheed Records veröffentlicht wurden. Die beiden Konzerte verbinden traditionellen persischen Stil mit klassischer Orchestrierung.
Die von Saraei komponierte Rhapsodie für symphonisches Orchester Zayandeh-Rud wurde vom deutschen Musikstreamingdienst Idagio veröffentlicht.

## Auszeichnungen
Im Jahr 2022 erhielt Saraei eine Silbermedaille des Global Music Awards für die Komposition des Titels Boghz.